# Кочерган Михайло Степанович
Кочерган Михайло Степанович (15 вересня 1886, с. Стебні, тепер Конятинська сільська громада, Вижницький район, Чернівецька область — помер після 1948 р.) — юрист, дипломат, громадсько-політичний діяч, український повітовий комісар Вашківщини.

## Життєпис

Августин Волошин та Михайло Кочерган. Хуст, березень 1939

Народився в селі Стебні (повіт Вижниця на Буковині, тепер Конятинська сільська громада, Вижницький район, Чернівецька область) в родині селянина, згодом голови громади та члена шкільної ради с. Стебни Степана Кочергана та Ганни, уродженої Кочерган. 
Початкову освіту здобув в сільській школі. З 1900 по 1908 навчався в 2-ій державній українсько-німецькій гімназії в Чернівцях, де в липні 1908 р. склав матуральні іспити. Навчаючись в гімназії, мешкав в українській «Бурсі імені Осипа Федьковича» товариства «Український Народний Дім» в Чернівцях  — інтернаті для позаміських українських дітей, які навчалися в середніх школах м. Чернівців. Студіював право у Чернівецькому університеті в 1908—1912 рр., отримував університетську стипендію з коштів буковинського крайового виділу в сумі 200 корон на рік. В березні 1913 р. іменований концепістом-практикантом крайового уряду в Чернівцях. З вересня 1913 р. переведений на посаду концепіста-практиканта крайового уряду при повітовому старостві в м. Заставна.
Член українського академічного товариства «Союз», член правління товариства з жовтня 1909 р. Один з організаторів народного віча, влаштованого товариством «Союз» спільно з товариством «Руська Бесіда» в приміському селі Ленківці 27.11.1910 р. З жовтня 1912 р. член правління університетського студентського дому імені цісаря Франца-Йозефа в Чернівцях.
Перед загрозою російської окупації був евакуйований 28 серпня 1914 року до Відня, дн працював в канцелярії міністерства внутрішніх справ Австрії. Після вигнання російських військ з Буковини в червні 1915 р. повернувся в Заставну, де продовжив свою службу при повітовому старостві. В березні 1916 р. нагороджений золотим хрестом заслуг з короною на стяжці медалі за хоробрість як концепіст-практикант крайового уряду при повітовому старостві в Заставні. В 1917 р. виконував функцію цивільного комісара при військовому генерал-губернаторстві в Любліні. Повернувшись на Буковину, 25.05.1918 р. був іменований керівником канцелярії повітового староства в Вашківцях.

### На службі ЗУНР і УНР
4 листопада 1918 року як комісар Української Національної Ради перебрав владу в повіті Вашківці від останнього австрійського управителя повітового староства Карадже. 6 листопада цього року був в числі тих українських депутатів та представників Крайового Комітету Буковини, котрі перебрали владу в найважливіших державних установах Чернівців та їх очолили. Після окупації Буковини румунськими військами виїхав до Галичини. З січня 1919 р. працював в президіальному бюро Державного секретаріату внутрішніх справ в Станіславові (державний секретар І. Макух). Член президії «Буковинської Ради» (голова О. Попович), заснованої в Станіславові 10.03.1919 р. з буковинських членів Української Національної Ради та їх довірених осіб.
В липні 1919 року евакуювався разом з урядом ЗоУНР та УГА за Збруч, де перейшов на службу Директорії УНР. 1 серпня 1919 був іменований радником при міністрі закордонних справ УНР В. Темницькому. З 1 вересня 1919 директор Департаменту чужоземних зносин Міністерства закордонних справ УНР. Після відновлення 18.08.1919 р. діяльності Буковинської Національної Ради в Придніпрянській області УНР був обраний її головою. Разом з С. Івановичем та В. Сороневичем представляв Буковинську Національну Раду на Державній нараді, скликаній Директорією УНР 25.10.1919 р. в Кам'янці-Подільському, де виступив від імені буковинців. 
В конфлікті між диктатором ЗоУНР Є. Петрушевичем та головним отаманом С. Петлюрою став на сторону останнього. Після листопадової катастрофи 1919 р. перебував на еміграції в Варшаві, виконуючи відповідальні доручення уряду УНР. В лютому 1920 р. в числі українських дипломатів перебував у Відні як керівник секції міністерства закордонних справ УНР. 

### В Карпатській Україні
На початку 1920-х рр. емігрував до Чехословаччини, де був головнослужним в земській управі Підкарпатської Русі в Ужгороді, працюючи надрадником. З отриманням автономії Підкарпатської Русі та подальшою втратою нею міст Ужгорода, Мукачеве та Берегове, крайова влада переселилася до нової столиці Хусту.
04.11.1938 р. прибув до Хусту для організаційного забезпечення управлінням цілої території Підкарпатської Русі (разом з радником Стебельським). Голова карпато-української делегації на переговорах між Карпатською Україною та Румунією у справі прикордонного руху в листопаді 1938 р.
У грудні 1938 р. був іменований начальником департаменту законодавства і застережних справ в уряді А. Волошина. В січні 1939 р. брав участь у переговорах в Будапешті як член делімітаційної комісії (разом з Ю. Бращайком).
Голова Президії уряду Карпатської України в березні 1939 р.
15.03.1939 р. обраний Секретарем Сейму Карпатської України. Йому довірили проведення присяги послів (депутатів), а також зачитування тексту присяги президента. Підпис М. Кочергана, разом з підписами А. Штефана, А. Волошина та А. Дутки, стоїть під ухваленим Соймом 15.03.1939 р. конституційним Законом Ч. 1, яким проголошено державну незалежність Карпатської України.
Після окупації Карпатської України угорськими військами був ув'язнений. У віденських газетах з'явилися навіть інформації про загибель М. Кочергана, які згодом були спростовані. Звільнений завдяки заходам Евакуаційної комісії при німецькому консульстві в Хусті, виїхав до Праги, де мешкав впродовж війни. Один із добродіїв виданої 1942 р. в Празі праці С. Наріжного «Українська еміграція».
У травні 1945 р. заарештований в Празі радянськими спецслужбами СМЕРШ та вивезений в СРСР. Разом з іншими чільними діячами Карпатської України був засуджений до 8-ми років ув'язнення та каторжних робіт. За неперевіреними даними перебував в ув'язненні в концтаборах в Комі АССР та помер після 1948 р.
В літературі помилково ототожнюється з народним вчителем Михайлом Кочерганом, який в 1920-х рр. вчителював у м. Севлюш на Закарпатті (тепер м. Виноградів Закарпатської області).

## Вшанування
У селищі Путила існує вулиця Михайла Кочергана.

## Джерело
- О. В. Руснак, В. П. Старик. Кочерган Михайло Стапанович // Західно-Українська Народна Республіка 1918—1923. Енциклопедія: До 100-річчя утворення Західно-Української Народної Республіки. Т. 2 — Івано-Франківськ: Манускрипт-Львів, 2019. 832с. — С.308—309.